# Cảng Dung Quất

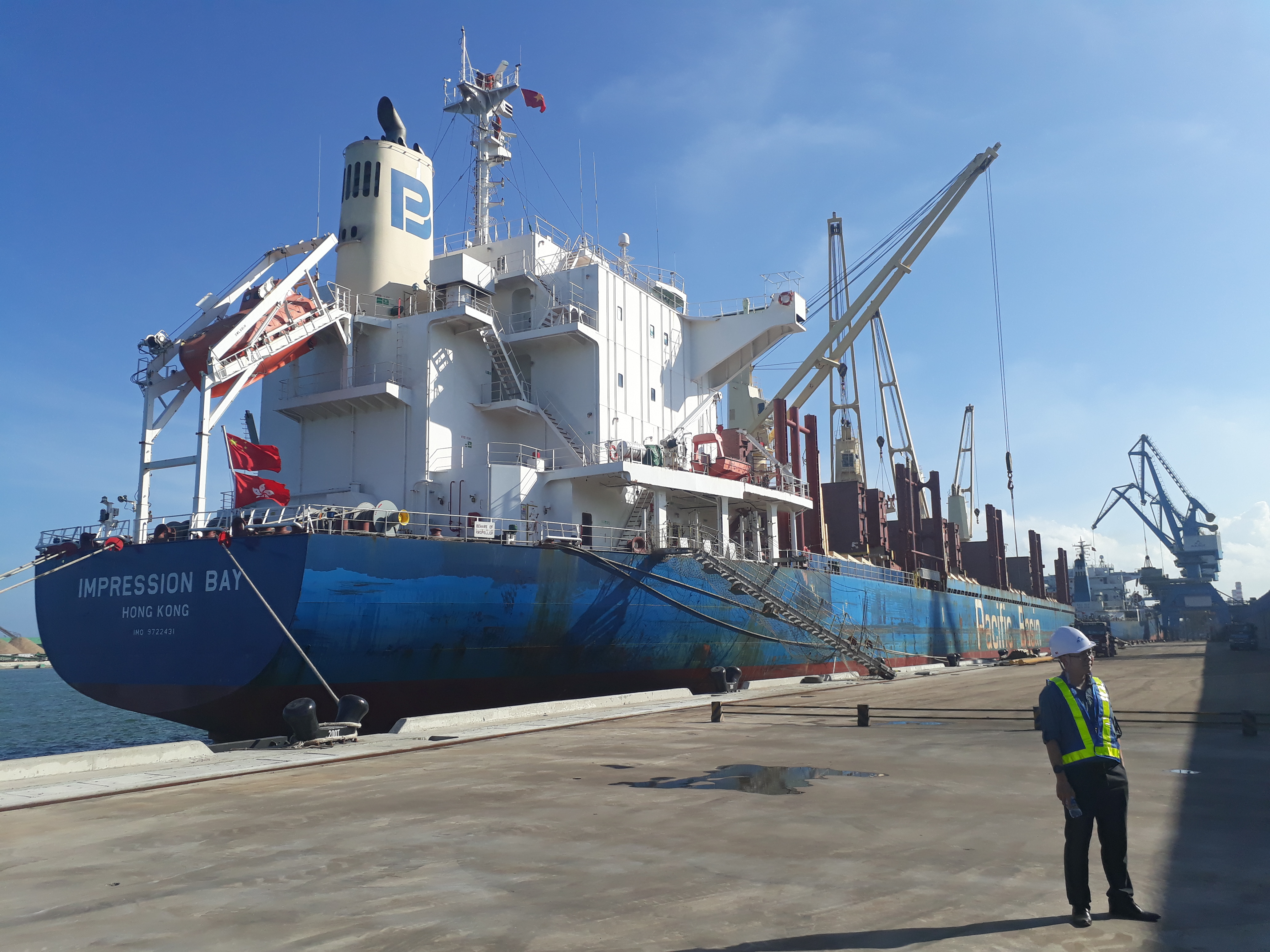
Tàu trên cảng chuyên dụng của Hòa Phát Dung Quất

Cảng Dung Quất là một cảng biển tổng hợp quốc gia, đầu mối khu vực (cảng loại I) của Việt Nam, tại tỉnh Quảng Ngãi, Trung Trung Bộ.

## Vị trí
Khu vực cảng Dung Quất nằm tại Khu kinh tế Dung Quất, xã Bình Đông, huyện Bình Sơn, tỉnh Quảng Ngãi.

## Quy mô
Cảng Dung Quất gồm khu bên chính ở vịnh Dung Quất. Khu này bao gồm:
- Bốn bến tổng hợp - container cho tàu hàng tổng hợp có trọng tải đến 50 nghìn DWT do các công ty Hào Hưng, PTSC, Gemadept và Hòa Phát điều hành,
- Một bến chuyên dụng của Công ty TNHH Doosan Enerbility Việt Nam Lưu trữ ngày 5 tháng 6 năm 2024 tại Wayback Machine,
- Hai bến chuyên dùng phục vụ nhà máy lọc dầu Dung Quất gồm Jetty để xuất sản phẩm (có thể tiếp nhận tàu từ 10 nghìn tới 30 nghìn DWT) và phao SPM để nhận dầu thô có thể tiếp nhận tàu từ đến 150 nghìn DWT,
- Một bến chuyên dụng của Công ty Công nghiệp Tàu thủy Dung Quất có thể tiếp nhận tàu vào sửa chữa hoặc đóng mới từ 20 nghìn tới 300 nghìn DWT,
- Một bến chuyên dụng phục vụ tổ hợp luyện thép của Hòa Phát có thể tiếp nhận tàu đến 200 nghìn DWT.[1][2]
- Một cảng tổng hợp container của Hòa Phát Dung Quất gồm 3 bến, công suất xếp dỡ hàng năm dự kiến 6 triệu tấn hàng hóa, có khả năng tiếp nhận tàu trọng tải lên đến 50.000 DWT.[3]

Bên cạnh khu bến chính còn có khu bến Sa Kỳ ở cửa biển Sa Kỳ làm bến vệ tinh và phục vụ nhu cầu vận tải hàng hải của địa phương chỉ có khả năng tiếp nhận tàu 1 nghìn DWT.
Theo quy hoạch hệ thống cảng biển của Chính phủ Việt Nam, trong tương lai Cảng Dung Quất sẽ có thêm một khu bến nữa tại vịnh Mỹ Hàn.